# Honea Path
Honea Path város az USA Dél-Karolina államában, Abbeville és Anderson megyében. Lakosainak száma 3686 fő (2020. április 1.).

## Népesség
A település népességének változása:

| 2010 | 3 597 |
| 2020 | 3 686 |